# Инево
Инево (на македонска литературна норма: Ињево) е село в източната част на Северна Македония, община Радовиш.

## География
Селото е разположено югозападно от Радовиш.

## История
В XIX век Инево е неголямо изцяло българско село в Радовишка кааза на Османската империя. Църквата „Възнесение Господне“ е от 1872 година и не е изписана. Иконите в нея също са от XIX век. В 1897 година в Дедино и Инево избухва Радовишката афера на Вътрешната македоно-одринска революционна организация. Според статистиката на Васил Кънчов („Македония. Етнография и статистика“) от 1900 година селото има 740 жители, всички българи християни.
В началото на XX век мнозинството от жителите на селото са под върховенството на Българската екзархия. По данни на секретаря на екзархията Димитър Мишев („La Macédoine et sa Population Chrétienne“) през 1905 година в Инево (Inevo) има 880 българи екзархисти и работи българско училище.
При избухването на Балканската война в 1912 година 5 души от Инево са доброволци в Македоно-одринското опълчение.
През 1922-1923 година в селото е открита поща, която функционира до 6 април 1941 година.
По време на българското управление във Вардарска Македония в годините на Втората световна война, Страхил Газепов от Раклиш е български кмет на Инево от 1 август 1941 година до 9 септември 1944 година.
В 1991 година е поставен темелният камък, а в 1992 година Горазд Струмишки освещава църквата „Рождество Богородично“. Манастирът „Света Петка“ е започнат на 17 ноември 1994 година от Стефан Брегалнишки и осветена на 22 октомври 1995 година от същия митроплит. Иконите са от зограф Стефан от Охрид. На 27 април 1999 г. Стефан Брегалнишки освещава и темелния камък на манастира „Свети Архангел Михаил“, който е осветен на 20 октомври 2002 г. от Агатангел Брегалнишки. Църквата не е изписана. Престолните икони са от монахиня Макрина от манастира „Свети Архангел Михаил“ в Берово, а останалите икони са от зограф Тони от Радовиш.

## Личности
Родени в Инево
- Васил Андонов, македоно-одрински опълченец, 38-годишен, земеделец, ІV отделение, 2 рота на 3 солунска дружина, носител на орден „За храброст“ ІV степен[8]
- Иван Дърмов, български революционер, деец на ВМОРО, загинал преди 1918 г.[9]
- Стоян Гоцев Лазаров (? - 1935), български революционер, деец на ВМРО

Починали в Инево
- Коста Мазнейков (1882 – 1903), български революционер, деец на ВМОРО